# روبی بلیک
روبی بلیک (انگلیسی: Robbie Blake؛ زادهٔ ۴ مارس ۱۹۷۶) یک بازیکن فوتبال اهل بریتانیا است.